# Penelope Fitzgerald
Penelope Fitzgerald, de soltera Penelope Knox (Lincoln, 17 de diciembre de 1916 - Londres, 28 de abril de 2000) fue una novelista, poetisa, ensayista y biógrafa inglesa, ganadora del Premio Booker 1979. En 2008, The Times la incluyó entre los 50 mejores escritores británicos desde 1945.  En 2012, The Observer incluyó su última novela, La flor azul, entre las diez mejores novelas históricas.  A. S. Byatt la describió como la heredera más cercana de Jane Austen en precisión e inventiva.

## Biografía
Penélope Fitzgerald nació como Penélope Mary Knox el 17 de diciembre de 1916 en el antiguo Palacio Episcopal de Lincoln, hija de Edmund Knox, posteriormente editor de Punch, y Christina, de soltera Hicks, hija de Edward Hicks, obispo de Lincoln, y una de las primeras estudiantes mujeres de Oxford. Era sobrina del teólogo y escritor de novela negra Ronald Knox, del criptógrafo Dillwyn Knox, del biblista Wilfred Knox y de la novelista y biógrafa Winifred Peck. 
Penélope Fitzgerald, de ideas independientes, era hija del editor de la revista Punch, Edmund Knox, y sobrina del teólogo y escritor de novelas negras Ronald Knox, del criptógrafo Dilly Knox y del estudioso de la Biblia Wilfred Knox.
En su familia, pues, había hombres de la iglesia y buena formación intelectual, lo que repercutió finalmente, tras una vida agitada, en su tardía dedicación a la escritura: publicó su primer libro en 1975.
Fue educada en Wycombe Abbey y en el Somerville College, de Oxford. Posteriormente, trabajó para la BBC durante la Segunda Guerra Mundial. En 1941, se casó con Desmond Fitzgerald, un soldado irlandés que conoció en una fiesta en ese año de guerra (y que moriría en 1976). De la unión nacieron un varón y dos hijas.
Cuando pudo independizarse de la familia, en la década de 1960, Fitzgerald enseñó en la Italia Conti Academy, una escuela de arte dramático. Continuó su labor de enseñante hasta los setenta años. Además trabajó en una librería en Southwold, Suffolk, cuya experiencia novelará en el libro La librería (The Bookshop), de 1978, que será finalista del premio Booker. Durante un tiempo vivió en una casa fluvial en Battersea, sobre el Támesis, vivencia que inspiraría su novela A la deriva (Offshore), que ganaría el Premio Booker en 1979. Escribía o bien muy temprano o bien en la noche avanzada.

## Obras iniciales
Inició su carrera literaria a los 58 años, en 1975, con la publicación de la biografía de un pintor prerrafaelita, Edward Burne-Jones (1833-1898).
Al año siguiente murió su marido, y en 1977 publicó The Knox Brothers, biografía de su padre y de sus tíos, en la que ella misma en cambio no se menciona.
Ese mismo año publica su primera novela, El niño de oro (1977); policíaca y cómica; se desarrolla en un museo y se inspira en la manía por la tumba de Tutankamon que destacó por entonces.
Luego, escribe otras novelas basadas en su experiencia directa: La librería (1978 ), finalista del Premio Booker (adaptada en 2017 al cine por Isabel Coixet) y A la deriva (1979), sobre su vida fluvial, que gana ese codiciado galardón en 1979. En Voces humana (1980) cuenta su vida en la BBC en tiempos de la guerra, mientras que La escuela de Freddie (1982) recuerda su enseñanza en la escuela de arte dramático.

## Novelas históricas
Tras publicar en 1984, la biografía de la poeta Charlotte Mew (1869-1928), empezó a escribir novelas históricas. La primera fue Inocencia (1986), que se desarrolla en la Italia de 1950 y relata la relación amorosa entre la hija de un aristócrata empobrecido y un doctor comunista de una familia del sur. Antonio Gramsci (1891-1937), el teórico marxista, aparece como un personaje secundario.
Un extenso relato amoroso, El inicio de la primavera (1988), se sitúa en el Moscú de 1913, y aborda el mundo de antes de la revolución bolchevique a través de los problemas de un pequeño empresario británico que había nacido en Rusia. Fitzgerald había estado en Moscú en 1972, y conocía bien la litetatura de ese país.
La puerta de los ángeles (1990) gira en torno a un físico teórico de 1912 que trabaja en la Cambridge University y se enamora de una enfermera tras caerse de una bicicleta.
Finalmente, La flor azul (1995), la última novela de Fitzgerald, se centra en la figura del poeta y filósofo del siglo XVIII Novalis; la autora había aprendido alemán y consultó fuentes primeras. Otras personajes históricos como Goethe o el pensador Friedrich von Schlegel, intervienen en el relato. El libro, aclamado como obra maestra, ganó el National Book Critics Circle Award, 1997 y la prensa británica lo consideró el mejor libro del año.

## Obras

### Biografías
- Edward Burne-Jones (1975)
- The Knox Brothers (1977)
- Charlotte Mew and Her Friends: With a Selection of Her Poems (1984)

### Novelas
- The Golden Child (1977) — El niño de oro, trad.: Miguel Temprano García; Editorial Impedimenta, Madrid, 2024 ISBN 978-84-19581-39-6

- The Bookshop (1978) — La librería, trad.: Ana Bustelo; Editorial Impedimenta, Madrid, 2010 ISBN 978-84-937601-4-4 (reeditada en 2017 por Impedimenta con posfacio de Terence Dooley)
- Offshore (1979) — A la deriva, trad.: Catalína Martínez Muñoz; Mondadori, 2000 ISBN 978-84-397-0575-8. Editada en 2018 por Editorial Impedimenta con nueva traducción de Mariano Peyrou; ISBN 978-8417115-53-1.
- Human Voices (1980) — Voces humanas, trad.: Eduardo Moga; Editorial Impedimenta, Madrid, 2019. ISBN 978-84-17553-08-1
- At Freddie's (1982) — La escuela de Freddie, trad.: Mariano Peyrou; Editorial Impedimenta, Madrid, 2022. ISBN 978-84-18668-63-0
- Innocence (1986) — Inocencia, trad.: Pilar Adón; Editorial Impedimenta, Madrid, 2013 ISBN 978-84-15578-59-8
- The Beginning of Spring (1988) — El inicio de la primavera, trad.: Pilar Adón; Impedimenta, Madrid, 2011 ISBN 978-84-151130-12-3
- The Gate of Angels (1990) — La puerta de los ángeles, trad.: Jon Bilbao; Impedimenta, Madrid, 2015 ISBN 978-84-15979-96-8
- The Blue Flower (1995) — La flor azul, trad.: Fernando Borrajo; Mondadori, 1995 ISBN 978-84-397-0254-2. Reeditado por Impedimenta en 2014 con traducción revisada y posfacio de Terence Dooley; ISBN 978-84-15979-10-4

### Cuentos
- The Means of Escape (2000), póstuma.

### Ensayos
- A House of Air (2005), editado por Terence Dooley; introducción de Hermione Lee.

### Cartas
- So I Have Thought of You. The Letters of Penelope Fitzgerald (2008), editado por Terence Dooley; prefacio de A. S. Byatt.